# Atlético Acreano
Der Atlético Acreano ist ein Fußballverein aus Rio Branco im brasilianischen Bundesstaat Acre.
Aktuell spielt der Verein in der vierten brasilianischen Liga, der Série D.

## Erfolge
Männer:
- Staatsmeisterschaft von Acre: 1952, 1953, 1962, 1968, 1987, 1991, 2016, 2017, 2019

Frauen:
- Staatsmeisterschaft von Acre: 2015, 2017, 2018, 2019, 2023

## Stadion

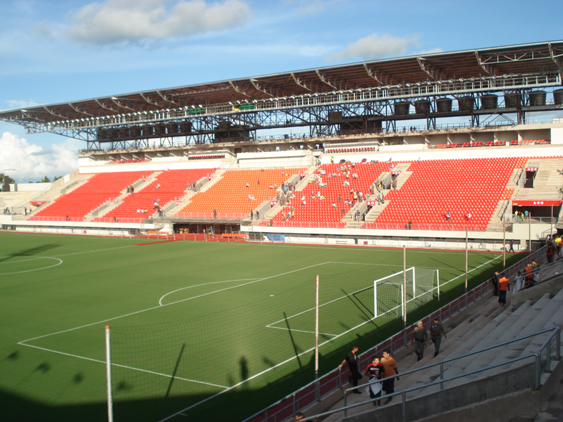
Arena Acreana

Der Verein trägt seine Heimspiele in der Arena Acreana in Rio Branco aus. Das Stadion hat ein Fassungsvermögen von 20.000 Personen.

## Trainerchronik
Stand: September 2024
| Trainer         | Nation    | von             | bis                |
| --------------- | --------- | --------------- | ------------------ |
| Gilmar Sales    | Brasilien | 6. Februar 2015 | 23. Februar 2015   |
| Álvaro Miguéis  | Brasilien | 6. Februar 2017 | 16. September 2019 |
| Zé Marco        | Brasilien | 3. Februar 2021 | 7. Mai 2021        |
| Adriano Louzada | Brasilien | 1. Januar 2022  |                    |